# Le Locataire diabolique
Pour plus de détails, voir Fiche technique et Distribution.
Le Locataire diabolique est un film français réalisé par Georges Méliès, sorti en 1909.

## Fiche technique
- Titre : Le Locataire diabolique (aussi connu sous le nom de Un locataire diabolique)
- Pays :  France

## Interprétation
- Georges Méliès : le locataire